# Retsina

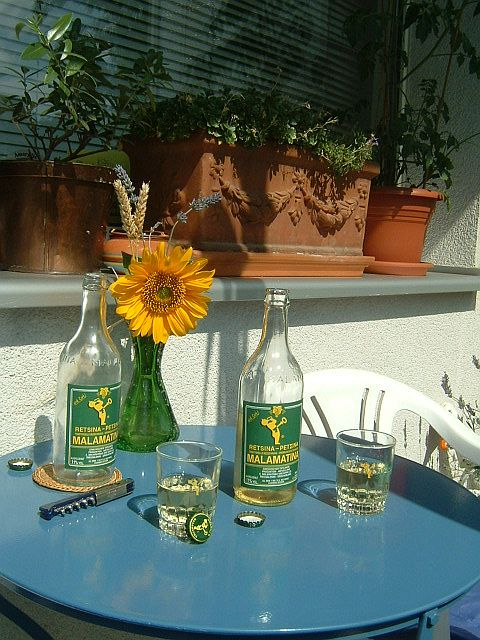
Weißer Retsina

Retsina (griechisch Ρετσίνα Retsína, im Griechischen weiblich) ist ein weißer, trockener Tafelwein aus Griechenland, der mit Harz versetzt wird. Laut den EU-Richtlinien zählt der Retsina trotz des Harzzusatzes zu den Weinen und nicht zu den weinhaltigen Getränken.

## Herstellung
Im alten Griechenland wurde Wein in Schläuchen aus Ziegenfell oder in Amphoren aufbewahrt, die mit Harz abgedichtet waren. Das beeinflusste nicht nur das Aroma des Weines, sondern machte ihn auch haltbarer. Heute wird dem Retsina während der Gärung Harz in kleinen Stückchen zugegeben, um ein vergleichbares geschmackliches Ergebnis zu erzielen. Während früher ein Harzanteil um die 5 % (bis zu 7,5 %) üblich war, ist seit den 1960er Jahren zunehmend Retsina mit einem geringeren Harzgehalt von 1 bis 2 % anzutreffen.
Das Harz wird beim ersten Abstich entnommen. Zur Retsinaherstellung wird das Harz der einheimischen Baumarten Kalabrische Kiefer (Pinus brutia) oder Aleppo-Kiefer (Pinus halepensis) verwendet, aber auch importierter Sandarak.

## Herkunft
Die wichtigsten Erzeugungsgebiete sind Attika, Euböa und Böotien, alle im südlichen Mittelgriechenland in der Nähe von Athen. Die Hauptrebsorte des weißen Retsina ist Savatiano, oft verschnitten mit Assyrtiko oder Roditis. Auf der Insel Lemnos wird auch ein Muskateller-Retsina produziert. Außerhalb Griechenlands wird Retsina nur noch in Zypern erzeugt. Bekannte Retsinamarken sind Kourtaki und Malamatina.

## Sorten
Außer dem am häufigsten hergestellten und konsumierten weißen Retsina gibt es auch rosé und rote Retsina-Weine. Der geharzte Roséwein wird Kokkineli genannt und aus den Reben von Savatiano und Mandilaria hergestellt. Der sehr seltene rote Retsina wird nur aus den Mandilaria-Reben gewonnen.

## Sonstiges
Der Asteroid (2303) Retsina wurde 1983 nach dem Wein benannt. Retsina-Weinflaschen werden vorwiegend mit Kronkorken verschlossen, was bei Weinen sonst unüblich ist.